# Sufetula trichophysetis
Sufetula trichophysetis là một loài bướm đêm trong họ Crambidae.